# Балтазар Нојман
Јохан Балтазар Нојман (Хеб, 27. јануар 1687 — Вирцбург, 19. август 1753) био је немачки барокни архитекта, заслужан за пројекте многих цркава и палата, углавном у Вирцбургу.

## Биографија и дело
Нојман је рођен у месту Хеб (немачки: Егер), данас у Чешкој 27. јануар 1687. у породици сукнара као седмо дете. Његов кум је постао мајстор звонар и металоливац Балтазар Платзер ка којем је у тринајстој години наступио Балтазар као ученик Године 1711. добио је сведочанство као редовни товариш и употио се да тражи искуство у иностранству. Преселио се у Вирцбург где је прво радио у металној ливници. Ту је упознао ижењера Андреаса Милера који га је подучавао геодезији, геометрији и матенатици као и цивилном и војном градитељству. 1712. године писао је у Хеб да добије кредит за куповину књига, цртачких прибора и инструмената. Месно веће му је одобрило кредит који је Нојман лако после тога исплатио. Годину дана после тога је Нојман дошау на погреб свога оца у Хеб и овом приликом је он продао Хебу дупликат свога мерила које је израдио.за 7 фл. И 30 кр. Он је 1713. израдио Instrumentum Architecturae, врсту шестара за пројектовање архитектонских стубова које је сам конструисао и служило је за лакше одређивање пропорција стубова у стилским редовима. Његова даља каријера тобџије у Вирцбургу је била успешна и од 1716. године је почео сарадњу са вирцбуршким инжињером Греисингем. Представу о уметности светских грађевина је себи направио на студијама у Бечу. 1718. године је био именован за кнежевског инжењера- капетана и био је постепено повишаван све до 1729. године када му је боло додељен чин пуковника.
Под патронатом породице Шенборн, образовао се у архитектури и путовао по Италији, Француској и Низоземској. За породицу Шенборн саградио је Резиденцију (Вирцбуршки дворац), резиденцијалну палату принца-бискупа, као и капелу у градској катедрали. Резиденција је синоним за појам „Вирцбуршки рококо“. Од 1731. био је предавач на Универзитету у Вирцбургу.
Године 1911. је музеј у Вирцбургу добио збирку из заоставштине Балтазара Нојмана и његовог сина која се састојала из два дела од укупно 424 архитектонска плана и из „Скицара ецкерт“ са 134 листова предлога на опрему цркава и гробова са неколико скица слика и архитектонских цртежа. Ту се ради о вредну збирку планова које сувисе са историјом архитектуре у доба барокне уметности у европи. Приликом 300 годишњице рођења Балтазара Нојмана била је издата побликација са репродукцијама 172 сачуваних грађевинских планова у оригиналној величини.
Балтазар Нојман важи за једног од најзначајнијих архитеката барока и рококоа. Истиче се по уређењу унутрашњих простора, нарочито степеништа и ентеријера цркава. Иако сам није био надарен као декоратер, умео је да изабере најбоље сараднике.

## Најважнија дела
Балтазар Нојман остварио је преко 100 објеката, значајних мостова, цркава, манастира, замкова, стамбених и привредних објеката.
- Резиденција у Вирцбургу - изграђена по угледу на Палату Версај у италијанско-француском барокном стилу
- Замак у Брилу
- Црква 14 светаца
- капела у Вирцбуршкој катедрали
- Дворац у Вернеку
- Опатија у Нересхајму
- Црква свети Паулин у Триру

Резиденција у Вирцбургу и дворци у Брилу су на листи светске баштине УНЕСКО-а.